# Idrottsföreningen Kamraterna Göteborg 2021
Questa voce raccoglie le informazioni riguardanti l'Idrottsföreningen Kamraterna Göteborg, meglio conosciuto come IFK Göteborg, nelle competizioni ufficiali della stagione 2021.

## Maglie e sponsor
Craft è sponsor tecnico per il secondo anno consecutivo, mentre Serneke è main sponsor per il terzo anno.

La prima maglia presenta le classiche strisce verticali biancoblu. Per il kit da trasferta viene invece riproposto un modello simile a quello che la squadra indossò per alcune stagioni durante gli anni '90, ovvero una divisa rossa cerchiata da una fascia orizzontale biancoblu all'altezza della vita.
| Casa | Trasferta |

## Rosa
| N. |                    | Ruolo | Calciatore                           |
| -- | ------------------ | ----- | ------------------------------------ |
| 1  | Grecia (bandiera)  | P     | Giannīs Anestīs                      |
| 2  | Svezia (bandiera)  | D     | Jesper Tolinsson                     |
| 3  | Svezia (bandiera)  | C     | Pontus Wernbloom                     |
| 3  | Brasile (bandiera) | D     | Bernardo Vilar                       |
| 4  | Svezia (bandiera)  | D     | Carl Johansson                       |
| 5  | Svezia (bandiera)  | D     | Alexander Jallow                     |
| 7  | Svezia (bandiera)  | C     | Sebastian Eriksson                   |
| 8  | Svezia (bandiera)  | C     | Hosam Aiesh                          |
| 9  | Svezia (bandiera)  | A     | Robin Söder (capitano fino al 15/07) |
| 10 | Svezia (bandiera)  | A     | Patrik Karlsson Lagemyr              |
| 11 | Islanda (bandiera) | A     | Kolbeinn Sigþórsson                  |
| 12 | Svezia (bandiera)  | P     | Ole Söderberg                        |
| 13 | Svezia (bandiera)  | C     | Gustav Svensson                      |
| 14 | Svezia (bandiera)  | C     | Gustaf Norlin                        |

| N. |                       | Ruolo | Calciatore                       |
| -- | --------------------- | ----- | -------------------------------- |
| 15 | Svezia (bandiera)     | C     | Jakob Johansson                  |
| 17 | Slovacchia (bandiera) | C     | Marek Hamšík                     |
| 17 | Svezia (bandiera)     | D     | Oscar Wendt                      |
| 19 | Svezia (bandiera)     | C     | August Erlingmark                |
| 20 | Svezia (bandiera)     | C     | Simon Thern                      |
| 22 | Svezia (bandiera)     | C     | Tobias Sana                      |
| 23 | Svezia (bandiera)     | C     | Kevin Yakob                      |
| 24 | Svezia (bandiera)     | C     | Filip Ambrož                     |
| 25 | Islanda (bandiera)    | P     | Adam Ingi Benediktsson           |
| 27 | Svezia (bandiera)     | D     | Yahya Kalley                     |
| 28 | Nigeria (bandiera)    | C     | Alhassan Yusuf                   |
| 29 | Svezia (bandiera)     | A     | Oscar Vilhelmsson                |
| 30 | Svezia (bandiera)     | D     | Mattias Bjärsmyr                 |
| 33 | Svezia (bandiera)     | A     | Marcus Berg (capitano dal 15/07) |

## Risultati

### Allsvenskan

#### Girone di andata
| Örebro 10 aprile 2021, ore 17:30 1ª giornata | Örebro         | 0 – 0 referto | IFK Göteborg | Behrn Arena (8 spett.)\| Arbitro: \| Kaspar Sjöberg \| |
| Arbitro:                                     | Kaspar Sjöberg |               |              |                                                        |

| Arbitro: | Andreas Ekberg |

|                              |           |  |
| Sigþórsson 3’ Sigþórsson 38’ | Marcatori |  |

| Arbitro: | Victor Wolf |

|                     |           |                                        |
| Aiesh 52’ Yakob 74’ | Marcatori | 27’ Ayaz 38’ Bertilsson 49’ Bertilsson |

| Arbitro: | Glenn Nyberg |

|               |           |          |
| Antonsson 10’ | Marcatori | 51’ Sana |

| Arbitro: | Andreas Ekberg |

|                   |           |            |
| Sana 90+6’ (rig.) | Marcatori | 56’ Ekpolo |

| Kalmar 12 maggio 2021, ore 18:30 6ª giornata | Kalmar              | 0 – 0 referto | IFK Göteborg | Guldfågeln Arena (8 spett.)\| Arbitro: \| Kristoffer Karlsson \| |
| Arbitro:                                     | Kristoffer Karlsson |               |              |                                                                  |

| Arbitro: | Mohammed Al-Hakim |

|                      |           |                         |
| Yakob 24’ Hamšík 52’ | Marcatori | 38’ Kouakou 65’ Kouakou |

| Stoccolma 23 maggio 2021, ore 17:30 8ª giornata | Djurgården   | 0 – 0 referto | IFK Göteborg | Tele2 Arena (8 spett.)\| Arbitro: \| Glenn Nyberg \| |
| Arbitro:                                        | Glenn Nyberg |               |              |                                                      |

| Arbitro: | Kaspar Sjöberg |

|  |           |             |
|  | Marcatori | 75’ Larsson |

| Arbitro: | Glenn Nyberg |

|                            |           |                                       |
| Jno-Baptiste 57’ Kroon 88’ | Marcatori | 12’ Sigþórsson 45’ Eriksson 78’ Söder |

| Arbitro: | Victor Wolf |

|                                    |           |                   |
| Sigþórsson 39’ Berg 51’ Jallow 83’ | Marcatori | 20’ Sarr 60’ Sarr |

| Arbitro: | Andreas Ekberg |

|                            |           |  |
| Alfonsi 5’ Moon 79’ (rig.) | Marcatori |  |

| Arbitro: | Mohammed Al-Hakim |

|          |           |                        |
| Berg 56’ | Marcatori | 20’ Agardius 34’ Björk |

| Göteborg 8 agosto 2021, ore 17:30 14ª giornata | IFK Göteborg | 0 – 0 referto | Hammarby | Ullevi (9 337 spett.)\| Arbitro: \| Victor Wolf \| |
| Arbitro:                                       | Victor Wolf  |               |          |                                                    |

| Arbitro: | Glenn Nyberg |

|                        |           |                                               |
| Čolak 7’ Abubakari 86’ | Marcatori | 17’ Berg 55’ (aut.) Larsson 90+9’ (rig.) Sana |

#### Girone di ritorno
| Arbitro: | Kaspar Sjöberg |

|             |           |                      |
| Söder 90+2’ | Marcatori | 6’ Tranberg 49’ Moon |

| Arbitro: | Adam Ladebäck |

|                                                  |           |                         |
| Bengtsson 25’ Jeremejeff 40’ (rig.) Wålemark 48’ | Marcatori | 3’ (rig.) Sana 62’ Berg |

| Arbitro: | Fredrik Klitte |

|                   |           |  |
| Sana 45’ Berg 63’ | Marcatori |  |

| Arbitro: | Adam Ladebäck |

|                                 |           |           |
| Bahoui 5’ Bahoui 13’ Otieno 33’ | Marcatori | 25’ Thern |

| Arbitro: | Kaspar Sjöberg |

|                                  |           |  |
| Amoo 6’ Ouattara 45+3’ Rodić 70’ | Marcatori |  |

| Arbitro: | Kristoffer Karlsson |

|  |           |                         |
|  | Marcatori | 17’ Romário 60’ J. Ring |

| Arbitro: | Andreas Ekberg |

|            |           |  |
| Okkels 39’ | Marcatori |  |

| Arbitro: | Kristoffer Karlsson |

|                       |           |  |
| Wendt 43’ Wendt 90+4’ | Marcatori |  |

| Arbitro: | Mohammed Al-Hakim |

|          |           |                                      |
| Sarr 49’ | Marcatori | 28’ Johansson 75’ Johansson 83’ Berg |

| Arbitro: | Kaspar Sjöberg |

|                                  |           |  |
| Erlingmark 20’ Berg 50’ Sana 52’ | Marcatori |  |

| Arbitro: | Adam Ladebäck |

|  |           |                 |
|  | Marcatori | 39’ Vilhelmsson |

| Arbitro: | Kristoffer Karlsson |

|  |           |                     |
|  | Marcatori | 27’ Rieks 70’ Rieks |

| Arbitro: | Glenn Nyberg |

|                                         |           |                                          |
| Sylisufaj 33’ Hellborg 45’ Hellborg 85’ | Marcatori | 20’ Aiesh 38’ Vilhelmsson 90+1’ Bjärsmyr |

| Arbitro: | Granit Maqedonci |

|                                               |           |  |
| Berg 3’ Sana 24’ Berg 56’ Ouattara 73’ (aut.) | Marcatori |  |

| Arbitro: | Kristoffer Karlsson |

|           |           |                             |
| Nyman 36’ | Marcatori | 14’ Berg 59’ Bernardo Vilar |

### Svenska Cupen 2020-2021

#### Gruppo 6
| Arbitro: | Glenn Nyberg |

|                                      |           |                                                 |
| Mohammed 27’ Bonnah 46’ Mohammed 49’ | Marcatori | 37’ Wernbloom 67’ Söder 73’ Söder 76’ Johansson |

| Arbitro: | Mohammed Al-Hakim |

|                   |           |               |
| Sana 90+3’ (rig.) | Marcatori | 63’ Hallenius |

| Arbitro: | Adam Ladebäck |

|                  |           |           |
| Hakšabanović 45’ | Marcatori | 26’ Söder |

### Svenska Cupen 2021-2022
| Arbitro: | Adi Aganovic |

|  |           |                               |
|  | Marcatori | 6’ Norlin 15’ Söder 50’ Aiesh |